# Penthoraceae
- Commons
- Wikispecies

Penthoraceae é uma família de plantas angiospérmicas (plantas com flor - divisão Magnoliophyta), pertencente à ordem Saxifragales.
A ordem à qual pertence esta família está por sua vez incluida na classe Magnoliopsida (Dicotiledóneas): desenvolvem portanto embriões com dois ou mais cotilédones.
O grupo contém cinco espécies, classificadas no género Penthorum L..

## Gênero
A família Penthoraceae possui um gênero reconhecido atualmente.
- Penthorum

## Classificação do gênero
| Sistema | Classificação                      | Referência               |
| ------- | ---------------------------------- | ------------------------ |
| Linné   | Classe Decandria, ordem Pentagynia | Species plantarum (1753) |